# Ileana Streinu

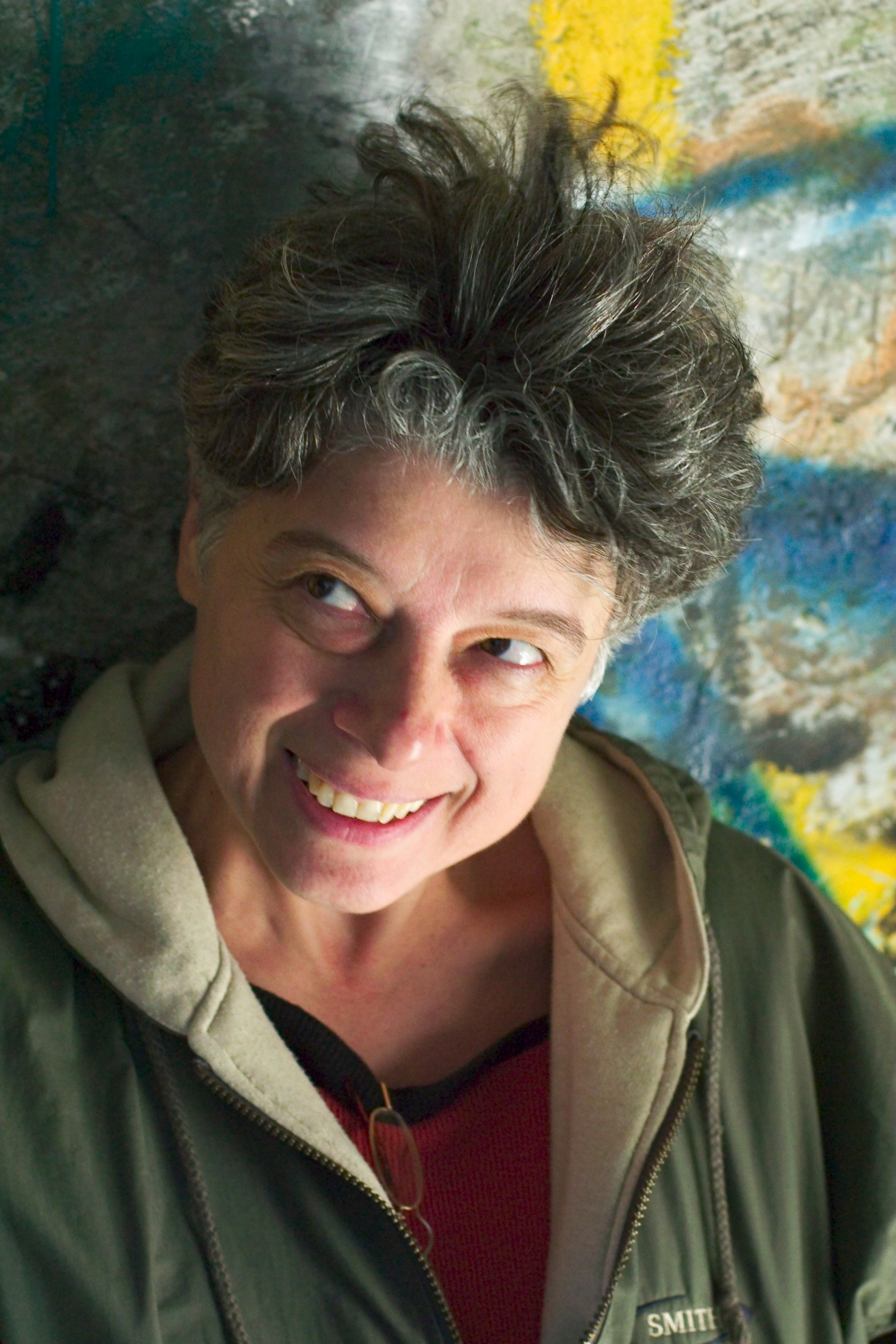
Ileana Streinu in Limerick

Ileana Streinu (* in Bukarest) ist eine rumänisch-US-amerikanische Mathematikerin und Informatikerin, die sich mit diskreter und rechnergestützter Geometrie (speziell Starrheitsproblemen) und Kombinatorik befasst.
Streinu wurde 1994 an der Universität Bukarest bei Solomon Marcus promoviert (Some Positive and Negative Results in Computational Geometry) und im selben Jahr an der Rutgers University in Informatik bei William L. Steiger (Grammatical inference). Sie ist Professorin für Mathematik und Informatik am Smith College in Northampton, wo sie seit 1994 ist. Außerdem ist sie Adjunct Professor an der University of Massachusetts Amherst.
Sie war unter anderem Gastprofessorin und Gastwissenschaftlerin an der TU Berlin (Gastprofessor 2006), am Euler-Institut in Sankt Petersburg, an der École normale supérieure in Paris, an der Stanford University, an der Katalanischen Polytechnischen Universität in Barcelona, an der Technischen Hochschule Kyoto und an der Universität Hamburg.
2010 gewann sie den David P. Robbins Preis der American Mathematical Society, deren Fellow sie ist, für ihre Lösung des Carpenter´s Rule Problem (zuerst gelöst von Robert Connelly u. a.), bei dem es darum geht ein ebenes Polygon mit starren Kanten ohne Selbstüberschneidung durch stetige Transformationen in eine konvexe Form zu bringen. Das Problem hat Anwendungen in der Bewegungsplanung von Roboterarmen.
2006 erhielt sie mit Ciprian Borcea den Grigore Moisil Preis der Rumänischen Akademie der Wissenschaften für ihren Beweis, dass minimale starre Graphen (Laman Graphen) mit n Ecken höchstens {\displaystyle 4^{n}} verschiedene Einbettungen in die euklidische Ebene haben.